# Marcus Kaisiëpo

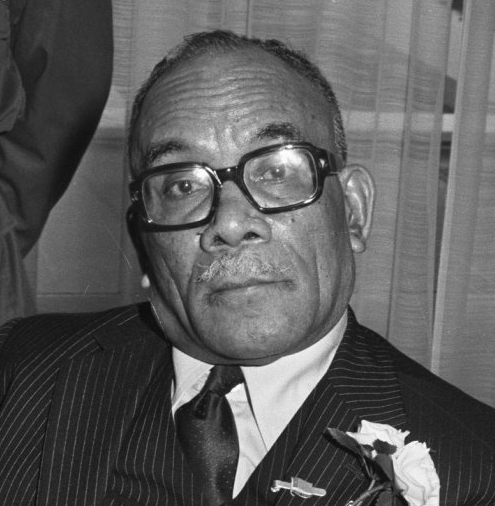
M. W. Kaisiëpo in 1975

Marcus Wonggor Kaisiëpo (Wardo (Biak), 1 mei 1913 – Delft, 18 mei 2000) was een voorvechter van een onafhankelijk West-Papoea. Hij was voorzitter van onder meer de Nieuw-Guinea Raad.
Kaisiepo leidde verschillende verzetsbewegingen tegen de annexatie van West-Papoea door Indonesië. Ook lobbyde hij voor de Papoea-kwestie bij de VN in New York.
In de Tweede Wereldoorlog leverde hij inlichtingen aan zowel Nederlanders als Amerikanen. Hiervoor werd hij onderscheiden als Ridder in de Orde van de Nederlandse Leeuw en het met het Kruis in de Orde van Trouw en Verdienste.